# 芨岭站
芨岭站位于中华人民共和国甘肃省金昌市金川区宁远堡镇，是兰新铁路的一座火车站，等级为四等站，距兰州站423公里，距乌鲁木齐南站1469公里，本站及相邻上下行区间均为电气化区段。本站办理客货运业务。